# 樋野口 (松戸市)
樋野口（ひのくち）は、千葉県松戸市の町名。郵便番号は271-0067。

## 地理
住宅街の中に畑などが点在する地域。
北側から東側は古ヶ崎、南側は根本、松戸、西側は江戸川を挟んで埼玉県三郷市東町と接している。

### 小字
堤外（ていがい）、太郎次畑（たろうじばた）、大道通（おおみちどおり）

## 歴史
1731年（享保16年）に行われた江戸川の蛇行箇所を直線化して短絡する工事により、武蔵国葛飾郡樋野口村は真中から四捨間の新堀で二分され、松戸寄りは旧河道と挟まれて島となった。この旧流路は幕末にかけて仮停泊地に適した場所となり、対岸の平潟には洗濯女を抱える旅宿が栄え、のちの平潟遊廓となっていった。
・1889年（明治22年）埼玉県北葛飾郡八木郷村発足。
・1905年（明治38年）埼玉県北葛飾郡八木郷村から千葉県東葛飾郡明村に移管。
・1933年（昭和8年）明村と松戸町が合併し、松戸町になる。
・1943年（昭和18年）松戸町が馬橋村、高木村と合併し松戸市になる。

## 世帯数と人口
2019年（令和元年）12月31日現在の世帯数と人口は以下の通りである。
| 大字   | 世帯数    | 人口    |
| ------ | --------- | ------- |
| 樋野口 | 1,672世帯 | 3,320人 |
| 計     | 1,672世帯 | 3,320人 |

## 小・中学校の学区
市立小・中学校に通う場合、学区は以下の通りとなる。
| 大字   | 番地 | 小学校             | 中学校             |
| ------ | ---- | ------------------ | ------------------ |
| 樋野口 | 全域 | 松戸市立中部小学校 | 松戸市立第一中学校 |

## 交通
鉄道路線及びバスは地区内には走っていない。最寄り駅は東日本旅客鉄道（JR東日本）常磐線・京成電鉄松戸線松戸駅、最寄りのバス停は京成バス松戸営業所の樋野口橋（平日朝、松戸駅行きのみ）と、同社または東武バスセントラル八潮営業所の松戸営業所（京成バス）など。

### 道路

#### 一般県道
- 千葉県道401号松戸野田関宿自転車道線

## 施設
- 東葛クリニック病院
- 大乗院
- 女体神社
- 太郎公園
- つつみ公園
- 樋野口公園

## 伝統野菜
- 樋野口（覆下）こかぶ[9]